# Bomstenga

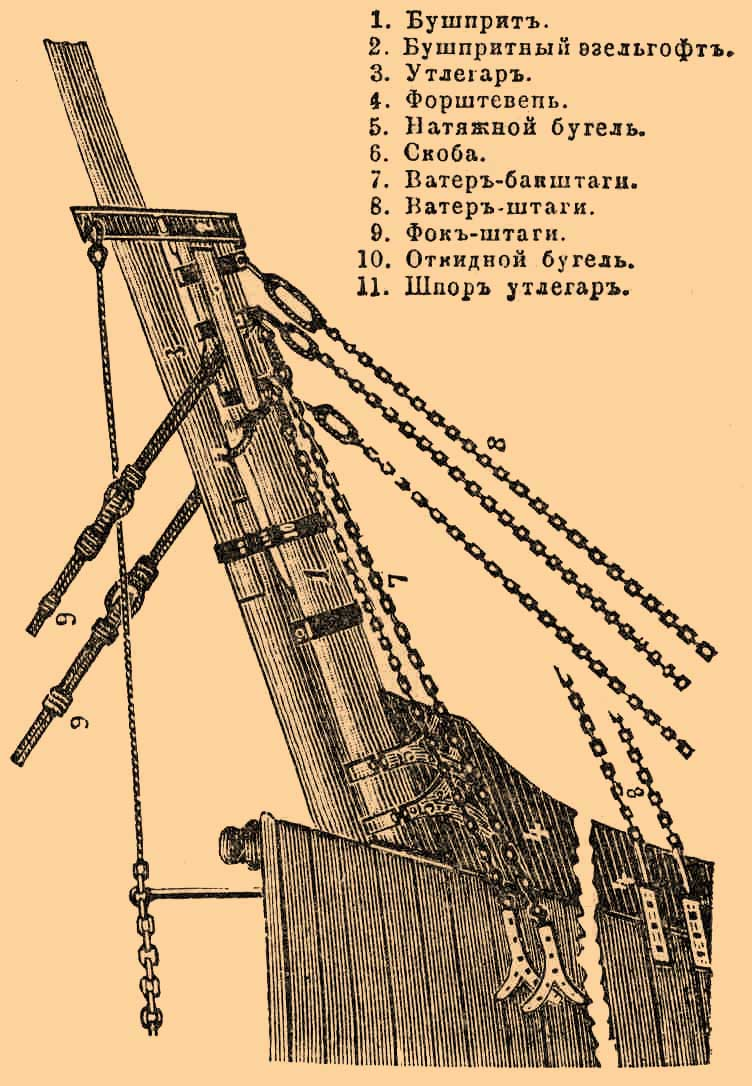
Bomstenga na dziobie statku

Bomstenga – drzewce będące przedłużeniem bukszprytu ku przodowi, mocowane podobnie jak stenga do masztu.